# Гипотеза Крамера
Гипотеза Крамера — теоретико-числовая гипотеза, сформулированная шведским математиком Харальдом Крамером в 1936 году, утверждающая, что
{\displaystyle p_{n+1}-p_{n}=O(\ln ^{2}p_{n}),\ }
где {\displaystyle p_{n}} обозначает n-е простое число, а O — это O большое. Грубо говоря, это означает, что интервалы между последовательными простыми числами всегда маленькие.
Также гипотезой Крамера называют чуть более сильное утверждение: 
{\displaystyle \limsup _{n\rightarrow \infty }{\frac {p_{n+1}-p_{n}}{\ln ^{2}p_{n}}}=1.}
Гипотеза Крамера пока не доказана и не опровергнута.

## Эвристическое обоснование
Гипотеза Крамера основывается на вероятностной модели (существенно эвристической) распределения простых, в которой предполагается, что вероятность того, что натуральное число x является простым, равна примерно {\displaystyle {\frac {1}{\ln x}}}. Эта модель известна как Модель Крамера' простых.
Крамер доказал в своей модели, что упомянутая гипотеза истинна с вероятностью 1.

## Доказанные результаты о пробелах между простыми числами
Крамер также дал условное доказательство более слабого утверждения о том, что
{\displaystyle p_{n+1}-p_{n}=O({\sqrt {p_{n}}}\ln p_{n})}
предполагая истинной гипотезу Римана.
С другой стороны, E. Westzynthius доказал в 1931 году, что величина пробелов между простыми более чем логарифмическая. То есть,
{\displaystyle \limsup _{n\to +\infty }{\frac {p_{n+1}-p_{n}}{\ln p_{n}}}=\infty .}

## Гипотеза Крамера — Гранвилла

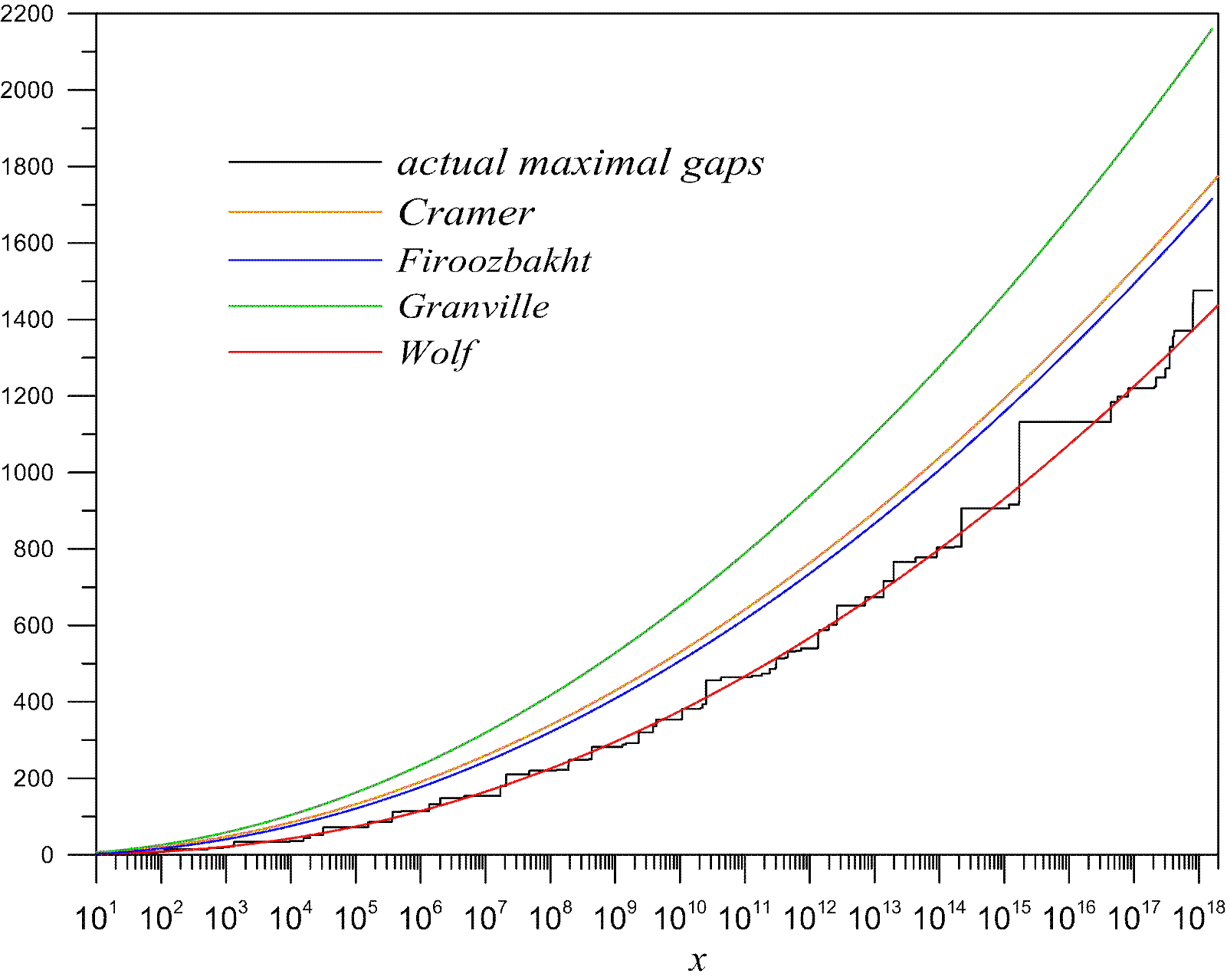

Даниэль Шенкс предложил гипотезу об асимптотическом равенстве для наибольших интервалов {\displaystyle G(x)} между простыми, не превышающими {\displaystyle x}. Гипотеза Шенкса несколько сильнее, чем гипотеза Крамера:
{\displaystyle G(x)\sim \ln ^{2}x.}
В вероятностной модели
{\displaystyle \limsup _{n\rightarrow \infty }{\frac {p_{n+1}-p_{n}}{\ln ^{2}p_{n}}}=c,} при этом {\displaystyle c=1.}
Но константа {\displaystyle c} возможно не такая, как для простых, по теореме Майера. Эндрю Гранвилл в 1995 году утверждал, что константа {\displaystyle c=2e^{-\gamma }\approx 1{,}1229\ldots }, где {\displaystyle \gamma } — постоянная Эйлера.
М. Вольф предложил формулу для максимального расстояния {\displaystyle G(x)} между последовательными простыми числами меньшими {\displaystyle x}. Формула Вольфа выражает {\displaystyle G(x)} через функцию  распределения простых чисел {\displaystyle \pi (x)}:
{\displaystyle G(x)\sim {\frac {x}{\pi (x)}}(2\ln \pi (x)-\ln x+c_{0}),}
где {\displaystyle c_{0}=\ln C_{2}=0{,}2778769\dots }, а {\displaystyle C_{2}=1{,}3203236\dots } есть удвоенная константа простых-близнецов.
Томас Найсли вычислил много наибольших пробелов между простыми. Он проверил качество гипотезы Крамера, измерив отношение R логарифма простых к квадратному корню из размера пробела между простыми: 
{\displaystyle R={\frac {\ln p_{n}}{\sqrt {p_{n+1}-p_{n}}}}.}
Он писал: «Для известных максимальных пробелов между простыми R остаётся равным примерно 1,13», что показывает, как минимум в диапазоне его вычислений, что грэнвиллево улучшение гипотезы Крамера не представляется лучшим приближением для имеющихся данных.